# Preliminära världsarv i Asien
Varje land som skrivit under världsarvskonventionen uppmuntras att göra en tentativ lista över objekt man tänker nominera till världsarv i framtiden, med andra ord objekt som man håller på att utforma en fullständig nominering för.
Här nedan följer tentativa listor för olika länder i Asien.
| K | Kulturarv            |
| N | Naturarv             |
| X | Kultur- och naturarv |

## Afghanistan[1]
| År   | Typ | Namn                           |
| ---- | --- | ------------------------------ |
| 2004 | N   | Band-e Amir                    |
| 2004 | K   | Staden Balkh (antikens Baktra) |
| 2004 | K   | Staden Herat                   |
| 2009 | K   | Bagh-e Babur                   |

## Armenien[2]
| År   | Typ | Namn                                                                      |
| ---- | --- | ------------------------------------------------------------------------- |
| 1995 | K   | Staden Dvins arkeologiska lokal                                           |
| 1995 | K   | Yererouks basilika och dess arkeologiska lokal                            |
| 1995 | X   | Klostren i Tatev och Tatevi Anapat och närliggande områden i Vorotandalen |
| 1996 | X   | Klostret i Noravank och övre Amaghoudalen                                 |

## Azerbajdzjan[3]
| År   | Typ | Namn                                                |
| ---- | --- | --------------------------------------------------- |
| 1998 | N   | Berget "Bakus scen"                                 |
| 1998 | N   | "Binagadi" - 4:e periodens fauna och floralämningar |
| 1998 | N   | Hyrkan nationalpark                                 |
| 1998 | N   | Jordkonerna "Lok-Batan"                             |
| 1998 | K   | Nakhinchevans mausoleum                             |
| 1998 | K   | Atäsjgah                                            |
| 2001 | K   | Kaspiska havets kustförsvarsbyggnader               |
| 2001 | K   | Ordubads historiska och arkitektoniska reservat     |
| 2001 | K   | Sjäkikhanernas palats                               |
| 2001 | K   | Sjusjas historiska och arkitektoniska reservat      |

## Bahrain[4]
| År   | Typ | Namn                                       |
| ---- | --- | ------------------------------------------ |
| 2001 | K   | Barbartemplet                              |
| 2001 | K   | Hamadstaden Tumulis högar                  |
| 2001 | N   | Hawaröarnas reservat                       |
| 2008 | K   | Gravfält i Dilmun och Tylos                |
| 2008 | K   | Pearling och dess kulturlandskap i Bahrain |
| 2008 | K   | Kulturarvet Saar                           |

## Bangladesh[5]
| År   | Typ | Namn                                |
| ---- | --- | ----------------------------------- |
| 1999 | K   | Halud Vihara                        |
| 1999 | K   | Jaggadala Vihara                    |
| 1999 | K   | Lalbaghs fort                       |
| 1999 | K   | Mahansthangarh och dess omgivningar |
| 1999 | K   | Monumentgruppen Lalmai-Mainamati    |

## Bhutan[6]
| År   | Typ | Namn |
| ---- | --- | --- |
| 2012 | K   | Forntida ruinen Drukgyel Dzong |
| 2012 | N   | Bumdeling viltreservat |
| 2012 | K   | Dzongs: centret för världsliga och religiösa myndigheter (Punakha Dzong, Wangdue Phodrang Dzong, Paro Dzong, Trongsa Dzong och Dagana Dzong) |
| 2012 | K   | Dzong, Trongsa Dzong och Dagana Dzong |
| 2012 | N   | Jigme Dorji nationalpark |
| 2012 | N   | Royal Manas nationalpark |
| 2012 | K   | Heliga platser associerade med Phajo Drugom Zhigpo och hans ättlingar                                                                        |
| 2012 | X   | Sakteng viltreservat |
| 2012 | K   | Klostret Tamzhing |

## Burma[7]
| År   | Typ | Namn |
| ---- | --- | --- |
| 1996 | K   | Svunna städer i övre Burma: Innwa, Amarapura, Sagaing, Mingun, Mandalay                                             |
| 1996 | K   | Badah-lin och associerade grottor                                                                                   |
| 1996 | K   | Pagans arkeologiska lokal och monument                                                                              |
| 1996 | K   | Inlesjön |
| 1996 | K   | Mon-städer: Bago, Hanthawaddy                                                                                       |
| 1996 | K   | Myauk-U arkeologiska lokal och monument                                                                             |
| 1996 | K   | Pyu-städer: Beikthano-Myo, Halin, Tharay-Khit-taya (Sri Ksetra)                                                     |
| 1996 | K   | Träkloster från Konbaungperioden: Ohn Don, Sala, Burma, Pakhangyi, Pakhannge, Legaing, Sagu, Shwe-Kyaung (Mandalay) |

## Filippinerna[8]
| År   | Typ | Namn                                                                          |
| ---- | --- | ----------------------------------------------------------------------------- |
| 1993 | K   | Angonos triglyfer                                                             |
| 1993 | K   | Batanes skyddade landskap och havsmiljö                                       |
| 1993 | K   | Jesuitkyrkor i Filippinerna                                                   |
| 2006 | N   | Agusans sumpmarkers vildmarksområde                                           |
| 2006 | N   | Apobergets naturpark                                                          |
| 2006 | N   | Aporevets naturpark                                                           |
| 2006 | K   | Barockkyrkor i Filippinerna (utvidgning av världsarv)                         |
| 2006 | K   | Butuans arkeologiska lokal                                                    |
| 2006 | N   | Naturliga monumentet Chokladkullarna                                          |
| 2006 | X   | Ön Corons naturliga biotopområde                                              |
| 2006 | N   | El Nido-Taytay skyddsområde                                                   |
| 2006 | K   | Kabayans grottor med mumiegravar                                              |
| 2006 | N   | Ligawasans sumpmarker                                                         |
| 2006 | N   | Iglit-Bacobergets nationalpark                                                |
| 2006 | K   | Bergskedjan Malindangs naturpark                                              |
| 2006 | N   | Matutumbergets skyddade landskap                                              |
| 2006 | N   | Pulagbergets nationalpark                                                     |
| 2006 | K   | Neolitiska skalhögar i kommunerna Lal-lo och Gattaran                         |
| 2006 | N   | Norra Sierra Madre naturpark och kringliggande områden inklusive buffertzonen |
| 2006 | K   | Paleolitiska arkeologiska lokaler i Cagayandalen                              |
| 2006 | N   | Ön Panglao, Bohol                                                             |
| 2006 | K   | Petroglyfer och petrografer i Filippinerna                                    |
| 2006 | K   | San Sebastians kyrka                                                          |
| 2006 | K   | Spanska koloniala befästningar i Filippinerna                                 |
| 2006 | N   | Vulkanen Taals skyddade landskap, Batangas                                    |
| 2006 | K   | Maranaobosättningen i Tugaya                                                  |
| 2006 | K   | Tabons grottkomplex i Lipuun Point                                            |
| 2006 | N   | Sköldpaddsöarnas marina naturreservat                                         |
| 2009 | N   | Bergskedjan Hamiguitans vildmarksreservat                                     |

## Georgien[9]
| År   | Typ | Namn                                 |
| ---- | --- | ------------------------------------ |
| 2007 | K   | Alaverdi katedral                    |
| 2007 | K   | Ananuri                              |
| 2007 | K   | Colchis våtmarker och skogar         |
| 2007 | X   | Klostret och eremitaget David Gareji |
| 2007 | K   | Dmanisimänniskans arkeologiska lokal |
| 2007 | K   | Gremi kyrka och det kungliga tornet  |
| 2007 | K   | Kvetera kyrka                        |
| 2007 | X   | Mta- Tusheti                         |
| 2007 | K   | Nicortsminda katedral                |
| 2007 | K   | Samtavisi katedral                   |
| 2007 | K   | Shatili                              |
| 2007 | K   | Tbilisis historiska kvarter          |
| 2007 | K   | Grottstaden Uplistsikhe              |
| 2007 | K   | Vani                                 |
| 2007 | X   | Vardzia-Khertvisi                    |

## Indien[10]
| År   | Delstat/Unionsterritorium | Typ | Namn |
| ---- | ------------------------- | --- | --- |
| 1998 | Jammu och Kashmir         | K   | Buddhistiska klosterkomplexet Alchi, Leh, känt som Alchi Chos-kor                                                                |
| 1998 | Gujarat                   | K   | Dholavira: en harappisk stad, Gujarat, Disstt, Kachchh                                                                           |
| 1998 | Andhra Pradesh            | K   | Golconda fort, Hyderabad |
| 1998 | Madhya Pradesh            | K   | Grupper med monument i Mandu |
| 1998 | Jammu och Kashmir         | K   | Hemis Gompa |
| 1998 | Uttar Pradesh             | K   | Historiska buddhistplatsen Sarnath, Varanasi                                                                                     |
| 1998 | Kerala                    | K   | Mattancherypalatset, Ernakulam                                                                                                   |
| 1998 | Gujarat                   | K   | Rani-ki-Vav i Patan |
| 1998 | Bihar                     | K   | Sher Shah Suris grav, Sasaram |
| 2004 | Assam                     | K   | Flodön Majuli i Brahmaputra |
| 2004 | Punjab                    | K   | Sri Harimandir Sahib, Amritsar                                                                                                   |
| 2005 | Maharashtra               | K   | Matheran Light Railway (utvidgning av världsarvet bergsjärnvägar i Indien)                                                       |
| 2006 | Sikkim                    | N   | Kangchendzonga nationalpark |
| 2006 | Arunachal Pradesh         | N   | Namdapha nationalpark |
| 2006 | Chandigarh                | K   | Urbana och arkitektoniska verk av Le Corbusier i Chandigarh                                                                      |
| 2006 | flera-                    | N   | Västra Ghats |
| 2006 | flera-                    | N   | Vildåsnans naturreservat |
| 2009 | Maharashtra               | N   | Churchgate (utvidgning av Chhatrapati Shivajistationen i Mumbai)                                                                 |
| 2009 | Rajasthan                 | N   | Desert nationalpark |
| 2009 | Himachal Pradesh          | N   | Great Himalayan nationalpark |
| 2009 | -flera-                   | K   | Kangra Valley Railway (utvidgning av Bergsjärnvägar i Indien)                                                                    |
| 2009 | Madhya Pradesh            | K   | Maharajajärnvägar i Indien: Gwailor Light Railway                                                                                |
| 2009 | Orissa                    | N   | Naturreservatet Bhitarkanika |
| 2009 | Sikkim                    | N   | Neora Valley nationalpark |
| 2009 | Uttaranchal               | K   | Oak Grove School |
| 2009 | Bihar                     | K   | Utgrävda ruinerna av Nalanda |
| 2010 | Puducherry                | K   | Platser längs Sidenvägen i Indien: Arikamedu                                                                                     |
| 2010 | Maharashtra               | K   | Platser längs Sidenvägen i Indien: Hög lokalt kallad Burud Kot (Nalla Soparastupan)                                              |
| 2010 | Jammu och Kashmir         | K   | Platser längs Sidenvägen i Indien: Forntida klostret och stupan Harwan tillsammans med intilliggande marker                      |
| 2010 | Delhi                     | K   | Platser längs Sidenvägen i Indien: Indraprastha                                                                                  |
| 2010 | Tamil Nadu                | K   | Platser längs Sidenvägen i Indien: Utgrävda resterna av Kaveripattinam                                                           |
| 2010 | Uttar Pradesh             | K   | Platser längs Sidenvägen i Indien: Buddhistlämningar i Kushinagar, Sravasti, Kaushambi, Ahichhatra                               |
| 2010 | Punjab                    | K   | Platser längs Sidenvägen i Indien: Forntida platsen och buddhiststupan Sanghol                                                   |
| 2010 | Bihar                     | K   | Platser längs Sidenvägen i Indien: Ruinerna av forntida Vaishali, Resterna av Vikramshilas forntida universitet                  |
| 2010 | Västbengalen              | K   | Santiniketan |
| 2010 | Andhra Pradesh            | K   | Qutb Shanimonumenten i Hyderabad: Galconda fort, Qutb Shahigravarna, Charminar                                                   |
| 2010 | Jammu och Kashmir         | K   | Mughalträdgårdar i Kashmir: Nishat Bagh, Shalimar Bagh, Achabal Bagh, Chashma Shahi, Pari Mahal, Verinag                         |
| 2011 | Rajasthan                 | K   | Bergsfort i Rajasthan: Chittorgarh fort, Kumbhalgarh fort, Gagron fort, Ranthambore fort, Amber fort, Jalor fort, Bala Kila fort |
| 2011 | Gujarat                   | K   | Historiska staden Ahmedabad |
| 2012 | Delhi                     | K   | Delhi - En kulturarvsstad |
| 2012 | Maharashtra               | K   | Viktorianska och Art Decostilens byggnader i Mumbai                                                                              |

## Indonesien[11]
| År   | Typ | Namn                                                   |
| ---- | --- | ------------------------------------------------------ |
| 1995 | K   | Bantens gamla stad                                     |
| 1995 | K   | Belgicafortet                                          |
| 1995 | K   | Besakih                                                |
| 1995 | K   | Elefantgrottan                                         |
| 1995 | K   | Stora moskén i Demak                                   |
| 1995 | K   | Gunongans historiska park                              |
| 1995 | K   | Ngadas traditionella hus och megalitiska komplex       |
| 1995 | K   | Penatarans hinduiska tempelkomplex                     |
| 1995 | K   | Palatskomplexet Palau Penyengat                        |
| 1995 | K   | Tempelkomplexet Ratu Boko                              |
| 1995 | K   | Hindutemplet Sukuh                                     |
| 1995 | K   | Begravningskomplexet Waruga                            |
| 1995 | K   | Palatskomplexet Yogyakarta                             |
| 2004 | N   | Betung Kerihuns nationalpark                           |
| 2005 | N   | Bandaöarna                                             |
| 2005 | N   | Bunakens nationalpark                                  |
| 2005 | N   | Derawanöarna                                           |
| 2005 | N   | Raja Ampatöarna                                        |
| 2005 | N   | Taka Bonerate nationalpark                             |
| 2005 | N   | Wakatobi nationalpark                                  |
| 2009 | K   | Bawomataluo                                            |
| 2009 | K   | Baliprovinsens kulturlandskap                          |
| 2009 | K   | Muara Takus                                            |
| 2009 | K   | Muarajambi                                             |
| 2009 | N   | Förhistoriska grottplatser i Maros-Pangkep             |
| 2009 | K   | Tana Torajas traditionella bosättningar                |
| 2009 | K   | Trowulan - Före detta huvudstad i Kungadömet Majapahit |

## Irak[12]
| År   | Typ | Namn                                     |
| ---- | --- | ---------------------------------------- |
| 2000 | K   | Nimrud                                   |
| 2000 | K   | Den forntida staden Nineve               |
| 2000 | K   | Al-Ukhaidars fästning                    |
| 2000 | K   | Ur                                       |
| 2000 | K   | Wasit                                    |
| 2003 | X   | Mesopotamiens sumpmarker                 |
| 2003 | K   | Babylons heliga komplex                  |
| 2010 | K   | Erbils citadell                          |
| 2010 | K   | Platsen för Thilkifl                     |
| 2010 | K   | Staden Amedy                             |
| 2010 | K   | Begravningsplatsen Wadi Al-Salam i Najaf |

## Iran[13]
| År   | Typ | Namn                                                                                           |
| ---- | --- | ---------------------------------------------------------------------------------------------- |
| 1997 | K   | Firuzabad                                                                                      |
| 1997 | K   | Historiska Qasr-e Shirin                                                                       |
| 1997 | K   | Jamemoskén i Esfahan                                                                           |
| 1997 | K   | Nasqsh-e Rosam och Naqsh-e Rajab                                                               |
| 1997 | K   | Shush                                                                                          |
| 1997 | K   | Tape Sialk                                                                                     |
| 2007 | N   | Alisadrgrottan                                                                                 |
| 2007 | N   | Arasbarans skyddade område                                                                     |
| 2007 | K   | Bastam och Kharghan                                                                            |
| 2007 | K   | Qaisarivebasaren i Laar                                                                        |
| 2007 | X   | Kulturlandskapet Alamout                                                                       |
| 2007 | K   | Ghaznavi - Seljukidiska xeln i Khorasan                                                        |
| 2007 | N   | Golestans nationalpark                                                                         |
| 2007 | K   | Historiska monument i Kangavar                                                                 |
| 2007 | K   | Historisk-naturliga axeln i staden Isfahan                                                     |
| 2007 | K   | Historiska gruppen i Qasr-e Shirin                                                             |
| 2007 | N   | Kaspiska skogar                                                                                |
| 2007 | K   | Jiroft                                                                                         |
| 2007 | K   | Kaboudmosken                                                                                   |
| 2007 | N   | Khabr nationalpark och Ruchuns vildmarksreservat                                               |
| 2007 | K   | Khorramabaddalen                                                                               |
| 2007 | K   | Kuh-e Khuaja                                                                                   |
| 2007 | K   | Lutöknen (nära Shahdad)                                                                        |
| 2007 | K   | Persepolis och andra relavanta byggnader                                                       |
| 2007 | K   | Qanater i Gonabad                                                                              |
| 2007 | N   | Ön Queshm                                                                                      |
| 2007 | N   | Sabalan                                                                                        |
| 2007 | K   | Shar-e Sukhteh                                                                                 |
| 2007 | K   | Susa                                                                                           |
| 2007 | K   | Taq-e Bostan                                                                                   |
| 2007 | K   | Teherans historisk-kulturella axel (Golestanpalatset)                                          |
| 2007 | K   | Komplexet med handgjorda bosättningar i Iran (Maymandbyn)                                      |
| 2007 | K   | Komplexet Izadkhast                                                                            |
| 2007 | K   | Kulturlandskapet Uramanat                                                                      |
| 2007 | X   | Kulturella-naturliga landskapet Ramsar                                                         |
| 2007 | K   | Gruppen med historiska sassanidiska städer i provinsen Fars (Bishabpur, Firouzabad, Sarvestan) |
| 2007 | K   | Historiska staden Masouleh                                                                     |
| 2007 | K   | Historiska staden Maybod                                                                       |
| 2007 | K   | Historiska hamnen Siraf                                                                        |
| 2007 | K   | Yazds historiska struktur                                                                      |
| 2007 | K   | Damghans historiska textur                                                                     |
| 2007 | K   | Historiska byn Abyaneh                                                                         |
| 2007 | K   | Historisk-kulturella axeln i Fin, Sialk, Kashan                                                |
| 2007 | K   | Kulturlandskapet Tous                                                                          |
| 2007 | K   | Zozan                                                                                          |
| 2008 | N   | Damavand                                                                                       |
| 2008 | N   | Hamounsjön                                                                                     |
| 2008 | N   | Harras skyddade område                                                                         |
| 2008 | K   | Hegmataneh                                                                                     |
| 2008 | K   | Kermans historisk-kulturella struktur                                                          |
| 2008 | K   | Sidenvägen                                                                                     |
| 2008 | K   | Samlingen av historiska broar                                                                  |
| 2008 | K   | Naturhistoriska landskapet Izeh                                                                |
| 2008 | K   | Sepulchertorn (Gonbad-e Ghabous)                                                               |
| 2008 | K   | Zandiyehgruppen i provinsen Fars                                                               |
| 2008 | N   | Tourans biosfärområde                                                                          |

## Israel[14]
| År   | Typ | Namn                                                              |
| ---- | --- | ----------------------------------------------------------------- |
| 2000 | X   | Arbel                                                             |
| 2000 | K   | Bet She'an                                                        |
| 2000 | K   | Cesarea                                                           |
| 2000 | K   | Degania & Nahalal                                                 |
| 2000 | K   | Tidiga synagogor i Gallilén                                       |
| 2000 | K   | Horvat Minnim                                                     |
| 2000 | K   | Jerusalem (utvidgning av Gamla staden i Jerusalem och dess murar) |
| 2000 | K   | Karkomberget                                                      |
| 2000 | X   | Förhistoriska platser: Ubadiyya, Sha'ar Hagolan, Carmelberget     |
| 2000 | X   | Grott och gömsleregionen: bet Guvrin-Maresha                      |
| 2000 | X   | Gallileiska sjön och dess antika platser                          |
| 2000 | K   | Korstågsforten                                                    |
| 2000 | K   | Jesus och apostlarnas resor i Gallilén                            |
| 2000 | X   | Timna                                                             |
| 2000 | X   | Trippelbågade porten vid Tel Dan och Jordanflodens källflöden     |
| 2000 | K   | Vita moskén i Ramle                                               |
| 2001 | X   | Landskapet Makhteshim                                             |
| 2002 | K   | Bet She'an                                                        |
| 2004 | N   | Great Rift Valley - migrationsrutter - Hula                       |

## Japan[15]
| År   | Typ | Namn                                                                                               |
| ---- | --- | -------------------------------------------------------------------------------------------------- |
| 1992 | K   | Hikone-Jo                                                                                          |
| 1992 | K   | Tempel, helgedomar och andra byggnader i antika Kamakura                                           |
| 2007 | K   | Asuka-Fujiwara: Arkeologiska lokaler för Japans historiska huvudstäder och relaterade byggnadsverk |
| 2007 | K   | Fujisan                                                                                            |
| 2009 | K   | Moderna industriarvsplatser på Kyushu och i Yamaguchi                                              |
| 2010 | K   | Komplexet Sado med kulturarvsgruvor, främst guldgruvor                                             |

## Jemen[16]
| År   | Typ | Namn                       |
| ---- | --- | -------------------------- |
| 2002 | K   | Maribs arkeologiska lokal  |
| 2002 | X   | Balhaf/Burums kustområde   |
| 2002 | N   | Området Hawf               |
| 2002 | K   | Historiska staden Saada    |
| 2002 | K   | Historiska staden Thula    |
| 2002 | X   | Jabal Bura                 |
| 2002 | X   | Jabal Haraz                |
| 2002 | K   | Jibla och dess omgivningar |
| 2002 | N   | Kustområdet Sharma/Jethmun |
| 2002 | K   | Madrassa Amiriya i Rada    |

## Jordanien[17]
| År   | Typ | Namn                                                                         |
| ---- | --- | ---------------------------------------------------------------------------- |
| 2001 | K   | Staden Abila (dagens Qweilbeh)                                               |
| 2001 | K   | al-Qastal, ett av Ökenslotten                                                |
| 2001 | K   | Gadara (dagens Umm Qais)                                                     |
| 2001 | K   | Pella (dagens Tabagat Fahl)                                                  |
| 2001 | K   | Qasr Al-Mushatta                                                             |
| 2001 | K   | Qasr Bshir (ett Romerskt "Castellum")                                        |
| 2001 | K   | Borgen i ash-Shubak (Montreal)                                               |
| 2001 | K   | Dopplatsen (Betania bortom Jordan)                                           |
| 2001 | K   | Helgedomen Agios Lot, At Deir 'Ain 'Abata                                    |
| 2001 | K   | Umm al-Jimal (stad)                                                          |
| 2004 | K   | Arkeologiska staden Jarash (Gerasa, forntida mötesplats mellan öst och väst) |
| 2004 | K   | Gamla staden i as-Salt                                                       |
| 2007 | X   | al-Azraq                                                                     |
| 2007 | X   | Danas biosfärområde                                                          |
| 2007 | N   | Mujibs naturreservat                                                         |

## Kambodja[18]
| År   | Typ | Namn                     |
| ---- | --- | ------------------------ |
| 1992 | K   | Banteay Chmar            |
| 1992 | K   | Banteay Prei Nokor       |
| 1992 | K   | Beng Mealea              |
| 1992 | K   | Prah Khan i Kompong Svay |
| 1992 | K   | Sambor Prei Kuk          |
| 1992 | K   | Koh Ker                  |
| 1992 | K   | Ankor Borei och Phnom Da |
| 1992 | K   | Oudong                   |
| 1992 | K   | Kulen                    |

## Kazakstan[19]
| År   | Typ | Namn                                                        |
| ---- | --- | ----------------------------------------------------------- |
| 1998 | K   | Fornminnesplatser i Otraroasen                              |
| 1998 | X   | Gravhögar med stensättningar från Tasmolakulturen           |
| 1998 | X   | Kulturlandskapet Ulytau                                     |
| 1998 | K   | Megalitiska mausoleum från Begazy-Dandybaikulturen          |
| 1998 | X   | Paleolitiska platser och geomorfologi i bergskedjan Karatau |
| 1998 | K   | Hällristningarna i Arpa-Uzen                                |
| 1998 | X   | Hällristningarna i Eshkiolmes                               |
| 1998 | X   | Turkiska helgedomen i Merke                                 |
| 2002 | N   | Aksu-Zhabagly delstatliga naturreservat                     |
| 2002 | N   | Norra Tyan-Shan (Ile-Alatau delstatliga nationalpark)       |
| 2002 | N   | Statliga nationella naturparken "Altyn-Emel"                |
| 2010 | N   | Västra Tien-Shan                                            |

## Kina[20]
| År   | Provins/region   | Typ | Namn                                                                                                   |
| ---- | ---------------- | --- | --- |
| 2008 | Zhejiang         | K   | Forntida porslinsbrännugnar i Kina: Yue-brännugnen vid Shanglinsjön                                    |
| 2008 | Shanxi           | K   | Forntida residens i Shanxi och Shaanxi - Dingcun (delvis i Shaanxi)                                    |
| 2008 | Shaanxi          | K   | Forntida residens i Shanxi och Shaanxi - Dangjiacun (delvis i Shanxi)                                  |
| 2008 | Sichuan          | K   | Forntida staten Shu Hans arkeologiska platser - Jinsha, Chengdu och Sanxingdui                         |
| 2008 | Fuling           | K   | Baiheliangs forntida hydrologiska inskriptioner                                                        |
| 2010 | Xinjiang Uygur   | K   | Kinas Altaj                                                                                            |
| 2008 | -flera-          | K   | Sidenvägen (Kinesiska delen)                                                                           |
| 2008 | -flera-          | K   | Stadsmurar från Ming- och Qingdynastin                                                                 |
| 2001 | Yunnan           | X   | Dalis berg Chanshan och sjön Erhais natursköna platser                                                 |
| 2008 | Sichuan          | K   | Diaoloubyggnader och byar för tibetaner och qiang-folket - Danba, Taoping, Heihu                       |
| 2008 | Guizhou          | K   | Dongfolkets byar i sydvästra Guizhouprovinsen: Liudong och Jiudong                                     |
| 1996 | Guangdong        | N   | Dongzhai hamns naturreservat                                                                           |
| 2008 | Henan            | K   | De kejserliga dynastierna Mings och Qings gravar: Kung Lujians mausoleum                               |
| 2008 | Anhui            | K   | Forntida byn Tangyue (utvidgning av De historiska byarna Xidi och Hongcun i södra Anhui)               |
| 2008 | Jiangxi          | K   | Forntida byarna Likeng och Wangkou (utvidgning av De historiska byarna Xidi och Hongcun i södra Anhui) |
| 2008 | Jiangsu          | K   | De klassiska trädgårdarna i Suzhou (utvidgning)                                                        |
| 2008 | Shandong         | K   | Konfucius tempel och kyrkogård och familjen Kongs egendom i Qufu (utvidgning)                          |
| 2008 | Hunan            | K   | Det gamla häradssätet i Fenghuang                                                                      |
| 2001 | ?                | K   | Haitans scensiska platser                                                                              |
| 2008 | Yunnan           | K   | Haniterrasserna                                                                                        |
| 2001 | -flera-          | N   | Himmelsgropen och grundsömmens natursköna platser                                                      |
| 2001 | -uppgift saknas- | X   | Huashans natursköna område                                                                             |
| 2001 | Sichuan          | N   | Jinfushans natursköna plats                                                                            |
| 2010 | Xinjiang Uygur   | N   | Karakorum-Pamir (Tashkurghan naturreservat, Pamirs våtmarksreservat                                    |
| 2008 | Xinjiang Uygur   | K   | Karezkällorna                                                                                          |
| 2008 | Zhejiang         | K   | Liangzhus arkeologiska lokaler                                                                         |
| 2008 | Guangxi Zhuang   | K   | Lingqukanalen                                                                                          |
| 2001 | -uppgift saknas- | X   | Maijishans natursköna platser                                                                          |
| 2008 | Guizhou          | K   | Miaofolkets byar i sydvästra Guizhouprovinsen                                                          |
| 2001 | -uppgift saknas- | X   | Floden Nanxi i Yongjia härad                                                                           |
| 2008 | Beijing          | K   | Yunjutemplets pagod och dess steninskriptioner                                                         |
| 1996 | Jiangxi          | N   | Poyangs naturreservat                                                                                  |
| 2008 | Shanxi           | K   | Shanxi affärsmäns gårdshus                                                                             |
| 1996 | Hubei            | N   | Shennongjias naturreservat                                                                             |
| 2008 | Jiangxi          | K   | Forntida koppargruvan i Tongling                                                                       |
| 2008 | Guangdong        | K   | Plats i södra Yuestaten: Ns Palats, Ns grav, Vattenträporten                                           |
| 2008 | Shandong         | K   | Qis huvudstad och Kungen av Qis mausoleum i Linzi                                                      |
| 2008 | -flera-          | K   | Likörtillverkningsplatser i Kina                                                                       |
| 2008 | -flera-          | K   | Yuandynastins övre huvudstad (Xanadu) och mellanhuvudstaden                                            |
| 2008 | Jiangsu          | K   | Baozhangsjön                                                                                           |
| 2010 | Xinjiang Uygur   | N   | Taklimakanöknen                                                                                        |
| 1996 | Anhui            | N   | Alligator Sinensis naturreservat                                                                       |
| 2008 | Jiangsu          | K   | Forntida städer längs södra Yangtze: Zhouzhuang och Luzhi                                              |
| 2008 | Zhejiang         | K   | Forntida städer längs södra Yangtze: Wuzhen och Xitang                                                 |
| 2008 | Hunan            | X   | Taishan (utvidgning): Södra delen av Hengshan                                                          |
| 2008 | Shaanxi          | X   | Taishan (utvidgning): Västra delen av Huanshan                                                         |
| 2008 | Henan            | X   | Taishan (utvidgning): Centrala delen av Songshan                                                       |
| 2008 | Shanxi           | X   | Taishan (utvidgning): Norra delen av Hengshan                                                          |
| 2008 | -flera-          | K   | Stora kanalen                                                                                          |
| 1996 | Guangxi Zhuang   | N   | Lijiangs natursköna område i Guilin                                                                    |
| 2008 | Liaoning         | K   | Niuheliangs arkeologiska lokal                                                                         |
| 2005 | -uppgift saknas- | N   | Chengjiangs fossila lagerstätte                                                                        |
| 2008 | Guangxi Zhuang   | K   | Huashans klippmålning                                                                                  |
| 2001 | -uppgift saknas- | N   | Wudalianchis natursköna platser                                                                        |
| 2010 | Xinjiang Uygur   | N   | Xinjiang Tianshan                                                                                      |
| 2001 | Tibet            | X   | Yalong                                                                                                 |
| 2001 | -uppgift saknas- | X   | Yangdang                                                                                               |
| 2001 | Hubei            | X   | Yangtzeravinernas natursköna platser                                                                   |

## Kirgizistan[21]
| År   | Typ | Namn                           |
| ---- | --- | ------------------------------ |
| 2001 | K   | Saimaly-Tashristningarna       |
| 2010 | K   | Sidenvägsplatser i Kirgizistan |
| 2010 | N   | Västra Tien-Shan               |

## Laos[22]
| År   | Typ | Namn                                     |
| ---- | --- | ---------------------------------------- |
| 1992 | K   | Megalitplatser i provinsen Xieng Khouang |
| 1992 | K   | That Luang i Vientiane                   |

## Libanon[23]
| År   | Typ | Namn                                                                              |
| ---- | --- | --------------------------------------------------------------------------------- |
| 1996 | K   | Batrouns historiska centrum                                                       |
| 1996 | K   | Saidas historiska centrum                                                         |
| 1996 | K   | Tripoli/Mina historiska centrum                                                   |
| 1996 | K   | Naturområdet i Chouf med dess monument och arkeologiska utgrävningar              |
| 1996 | K   | Naturområdet i dalen Nah el Kelb med dess monument och arkeologiska utgrävningar  |
| 1996 | K   | Naturområdet i dalen Nahr Ibrahim med dess monument och arkeologiska utgrävningar |
| 1996 | K   | Naturområdet i dalen Oronte med dess monument och arkeologiska utgrävningar       |
| 1996 | K   | Monumentet Echmouns tempel                                                        |
| 1996 | N   | Naturparken "I'lle des Palmiers"                                                  |

## Malaysia[24]
| År   | Typ | Namn                                                      |
| ---- | --- | --------------------------------------------------------- |
| 2004 | N   | Lanjak Entimau vildmarksområde och Batang Ai nationalpark |
| 2004 | K   | Förhistoriska fornminnet Lenggongdalen                    |
| 2004 | N   | Taman Negara nationalpark på Malaysiska halvön            |

## Mongoliet[25]
| År   | Typ | Namn                                                                 |
| ---- | --- | -------------------------------------------------------------------- |
| 1996 | K   | Amarbayasgalantklostret och heliga kulturlandskap                    |
| 1996 | N   | Gobi Gurvansaikhans ökenfossiler                                     |
| 1996 | N   | Stora Gobiöknen                                                      |
| 1996 | K   | Khoit tsenkhers grottmålningar                                       |
| 1996 | X   | Khovsgolsjön Tsaatan shamanistiska landskap                          |
| 1996 | X   | Mongoliets heliga berg: Bogd Khan Uul, Burkhan Khaldun, Otgon Tenger |
| 1996 | K   | Tsagaan salaas klippmålningar                                        |
| 2009 | K   | Övre Tsagaans Gols komplex                                           |

## Nepal[26]
| År   | Typ | Namn                                                                    |
| ---- | --- | ----------------------------------------------------------------------- |
| 1996 | K   | Grottarkitektur i Muktinathdalen i Mustang                              |
| 1996 | K   | Khokana, den inhemska byn och senapsfröoljans industriarv               |
| 1996 | K   | Ramagrama, stupareliken efter den store Buddha                          |
| 1996 | K   | Arkitektoniska komplexet från tidig medeltid i Panauti                  |
| 1996 | K   | Medeltida palatskomplexet i Gorkha                                      |
| 1996 | K   | Tilaurakot, de arkeologiska lämningarna av det svunna kungariket Shakya |
| 2008 | K   | Tempelkomplexet Bhurti i Dailekh                                        |
| 2008 | K   | Medeltida jordvallsskyddade staden Lo Manthang                          |
| 2008 | K   | Medeltida bosättningen Kirtipur                                         |
| 2008 | K   | Palatskomplexet Nuwakot                                                 |
| 2008 | K   | Templet Ram Janaki                                                      |
| 2008 | K   | Komplexet Rishikesh i Ruru Kshetra                                      |
| 2008 | K   | Sinjadalen                                                              |
| 2008 | K   | Medeltida staden Tansen                                                 |
| 2008 | K   | Vajrayogini och tidiga sankhubosättningar                               |

## Nordkorea[27]
| År   | Typ | Namn                                                            |
| ---- | --- | --------------------------------------------------------------- |
| 2000 | N   | Grottor i Kujangområdet                                         |
| 2000 | K   | Historiska reliker i Kaesong                                    |
| 2000 | K   | Historiska reliker i Pyongyang                                  |
| 2000 | N   | Berget Chilbo                                                   |
| 2000 | X   | Berget Kumgang och de historiska relikerna i och omkring berget |
| 2000 | X   | Berget Myohyang och relikerna i och omkring berget              |

## Oman[28]
| År   | Typ | Namn                      |
| ---- | --- | ------------------------- |
| 1988 | K   | Den antika staden Galhat  |
| 1988 | K   | Forten Rostaq och al-Hazm |

## Pakistan[29]
| År   | Typ | Namn                                                                                          |
| ---- | --- | --------------------------------------------------------------------------------------------- |
| 2004 | K   | Fornminnet Harappa                                                                            |
| 2004 | K   | Fornminnet Mehrgarh                                                                           |
| 2004 | K   | Fornminnet Ranigat                                                                            |
| 2004 | K   | Fornminnet Rehman Dheri                                                                       |
| 1993 | K   | Badshahimoskén, Lahore                                                                        |
| 2004 | K   | Baltit fort                                                                                   |
| 1993 | K   | Chaukhandigravarna, Karachi                                                                   |
| 1993 | K   | Hiran Minar och cistern, Sheikhupura                                                          |
| 2004 | K   | Mansehra klippinskrifter                                                                      |
| 2004 | K   | Banbhores hamn                                                                                |
| 1993 | K   | Rani Kot fort, Dadu                                                                           |
| 1993 | K   | Shah Jahans moské, Thatta                                                                     |
| 2004 | K   | Shahbazgarhi klippinskrifter                                                                  |
| 2004 | K   | Bibi Jawindis, Baha'al-Halims och Usteads grav samt graven och moskén efter Jalaluddin Bukhar |
| 1993 | K   | Hazrat Rukn-e-Alams grav, Multan                                                              |
| 2004 | K   | Shah Rukn-e-Alams grav                                                                        |
| 1993 | K   | Jahangirs grav, Asif Khans grav och Akbari Sarais grav, Lahore                                |
| 1993 | K   | Wazir Khans moské i Lahore                                                                    |

## Ryssland(Asiatiska delen)[30]
| År   | Typ | Namn |
| ---- | --- | --- |
| 1996 | N   | Arkitektoniska och historiska komplexet "Greve N.P. Sjeremetevs sjukhusanläggning" (Странноприимный дом) |
| 1998 | K   | Irkutsk historiska centrum                                                                               |
| 2000 | K   | Jenisejsks historiska centrum                                                                            |
| 2000 | K   | Järnvägsbron över Jenisej                                                                                |
| 2001 | K   | Prins Dimitris kyrka                                                                                     |
| 2003 | K   | Hällristningarna i Sikachi-Alyan                                                                         |
| 2005 | N   | Dauriens biosfärområde                                                                                   |
| 2005 | N   | Kommendörsöarnas naturreservat                                                                           |
| 2005 | N   | Magadans statliga naturreservat                                                                          |
| 2005 | N   | Putoranas naturreservat                                                                                  |
| 2006 | N   | Naturparken ”Lena Pillars”                                                                               |
| 2007 | N   | Krasnojarsk Stolby                                                                                       |
| 2007 | N   | Den enorma Vasyuganmyren                                                                                 |
| 2008 | N   | Ilmenskybergen                                                                                           |
| 2010 | N   | Floden Bikins dalgång (utvidgning av "Centrala Sikhote-Alin")                                            |

- För Rysslands förslag till världsarv i Europa, se Lista över förslag till världsarv i Europa.

## Saudiarabien[31]
| År   | Typ | Namn                     |
| ---- | --- | ------------------------ |
| 2006 | K   | Jiddas historiska område |

## Sri Lanka[32]
| År   | Typ | Namn |
| ---- | --- | --- |
| 2006 | K   | Seruwila Mangala Raja Maha Vihara                                                                          |
| 2006 | K   | Seruwila till Sri Pada (Helig fotavtryckshelgedom), forntida pilgrimsled längs floden Mahaweli i Sri Lanka |

## Sydkorea[33]
| År   | Typ | Namn                                                                                          |
| ---- | --- | --------------------------------------------------------------------------------------------- |
| 1994 | K   | Kangjingun Kiln                                                                               |
| 1994 | N   | Soraksans naturreservat                                                                       |
| 2002 | N   | Dinosauriefossilers fyndplatser längs södra kustområdet                                       |
| 2010 | K   | Forntida bergsfästningar i centrala Korea                                                     |
| 2010 | K   | Daegokcheons hällristningar                                                                   |
| 2010 | K   | Historiska platserna Gongju och Buyeo                                                         |
| 2010 | K   | Historiska områdena Iksan                                                                     |
| 2010 | K   | Namhansanseong - Forntida befästa militära och kulturella landskapet omkring berget Namhansan |
| 2010 | K   | Salterns                                                                                      |
| 2010 | N   | Sydvästkustens tidvattensytor                                                                 |
| 2011 | K   | Naganeupseong, fästning och by                                                                |
| 2011 | K   | Byn Oeam                                                                                      |
| 2011 | K   | Seowon, konfucianistiska skolor i Korea                                                       |
| 2011 | N   | Våtmarken Upo                                                                                 |

## Syrien[34]
| År   | Typ | Namn                                                                |
| ---- | --- | ------------------------------------------------------------------- |
| 1999 | K   | Noréas från Hama                                                    |
| 1999 | K   | Ebla (Tell Mardikh)                                                 |
| 1999 | K   | Apamée (Afamia)                                                     |
| 1999 | K   | Maaloula                                                            |
| 1999 | K   | Tartus: korsfararnas stadscitadell                                  |
| 1999 | K   | Dura-Europos                                                        |
| 1999 | K   | Ön Arwad                                                            |
| 1999 | K   | Mari (Tell Hariri)                                                  |
| 1999 | K   | ar-Raqqa: Abbasidernas stad                                         |
| 1999 | K   | Simeoncitadellet och svunna städer (struket vid uppdateringen 2011) |
| 1999 | K   | Ugrarit (Tell Shamra)                                               |
| 1999 | K   | Ett ökenslott: Qasr al-Hayrach-Charqi                               |
| 2011 | K   | Platserna Mari och Europos-Dura i Euphrates dalgång                 |

## Tadzjikistan[35]
| År   | Typ | Namn                                            |
| ---- | --- | ----------------------------------------------- |
| 1999 | K   | Buddhistiska kloster i Ajina-Tepa               |
| 1999 | K   | Amir Khamza Khasti Podshohs mausoleum           |
| 1999 | K   | Hodja Nashrons mausoleum                        |
| 1999 | K   | Khoja Mashkhads mausoleum                       |
| 1999 | K   | Mukhammad Bashoros mausoleum                    |
| 1999 | K   | Guvernörspalatset i Khulbuk                     |
| 1999 | K   | Platsen för den historiska staden Baitudasht IV |
| 1999 | K   | Platsen för den historiska staden Pvaniekent    |
| 1999 | K   | Platsen för den historiska staden Shahristan    |
| 1999 | K   | Platsen för den historiska staden Takhti-Sangin |
| 2006 | X   | Fannbergen                                      |
| 2006 | N   | Statsreservatet Deshti Djum                     |
| 2006 | N   | Tadzjiks nationalpark                           |
| 2006 | N   | Tigrovaya Balka                                 |
| 2006 | N   | Zakaznik Kusavlisay                             |
| 2006 | N   | Zorkul statsreservat                            |

## Thailand[36]
| År   | Typ | Namn                                                                       |
| ---- | --- | -------------------------------------------------------------------------- |
| 2004 | K   | Phimai – dess kulturvägar och associerade tempel i Phanomrong och Muangtam |
| 2004 | K   | Phuphrabats historiska park                                                |
| 2011 | N   | Kaeng Krachan skogskomplex                                                 |

## Turkmenistan[37]
| År   | Typ | Namn                                |
| ---- | --- | ----------------------------------- |
| 1998 | K   | Dehistan/Mishrian                   |
| 2009 | N   | Amudarya naturreservat              |
| 2009 | N   | Badhyz naturreservat                |
| 2009 | N   | Dinosaurier och grottor i Koytendag |
| 2009 | N   | Hazar naturreservat                 |
| 2009 | N   | Repetek biosfärområde               |
| 2009 | N   | Syunt Hasardag naturreservat        |
| 2010 | K   | Sidenvägsplatser i Turkmenistan     |

## Uzbekistan[38]
| År   | Typ | Namn                                                                                |
| ---- | --- | ----------------------------------------------------------------------------------- |
| 1996 | K   | Ak Astana-baba (mausoleum)                                                          |
| 1996 | K   | Shejk Mukhtar-Valis komplex (mausoleum)                                             |
| 1996 | K   | Khanbandi (damm)                                                                    |
| 2008 | K   | Abdulkhan Bandidammen                                                               |
| 2008 | K   | Ahsiket                                                                             |
| 2008 | K   | Forntida Pap                                                                        |
| 2008 | K   | Forntida Termiz                                                                     |
| 2008 | K   | Andijon                                                                             |
| 2008 | K   | Arab-Atas mausoleum                                                                 |
| 2008 | K   | Bahoutdins arkitektoniska komplex                                                   |
| 2008 | K   | Boysun                                                                              |
| 2008 | K   | Chashma-Ayubs mausoleum                                                             |
| 2008 | K   | Chor-Bakr                                                                           |
| 2008 | K   | Ökenslott från forntidens Khorezm                                                   |
| 2008 | K   | Gissarbergen                                                                        |
| 2008 | K   | Qoqons historiska centrum                                                           |
| 2008 | K   | Kanka                                                                               |
| 2008 | K   | Khazarasp                                                                           |
| 2008 | K   | Minareten i Vobkent                                                                 |
| 2008 | K   | Mir-Sayid Bakhroms mausoleum                                                        |
| 2008 | K   | Bergen i Västra Tien Shan (transnationell nominering) - Chatkal Sates biosfärområde |
| 2008 | K   | Poykent                                                                             |
| 2008 | K   | Rabati Malik Caravanserai                                                           |
| 2008 | K   | Sarmishsay                                                                          |
| 2008 | K   | Shahruhiya                                                                          |
| 2008 | K   | Shokhimardon                                                                        |
| 2008 | K   | Siypantosh klippmålningar                                                           |
| 2008 | K   | Varakhsha                                                                           |
| 2008 | K   | Zaaminbergen                                                                        |
| 2008 | K   | Zarautsoys klippmålningar                                                           |
| 2010 | K   | Sidenvägsplatser i Uzbekistan                                                       |

## Vietnam[39]
| År   | Typ | Namn                                                             |
| ---- | --- | ---------------------------------------------------------------- |
| 1997 | N   | Sjön Ba Be                                                       |
| 2011 | N   | Cat Baarkipelagen                                                |
| 2006 | N   | Cat Tien nationalpark                                            |
| 2006 | K   | Con Moonggrottan                                                 |
| 1991 | X   | Huong Son - ett komplex med vacker natur och historiska monument |
| 1997 | X   | Området med gamla stenristningar i Sapa                          |
| 2011 | N   | Trang Ans sceniska landskapskomplex                              |